# 朗嘎拉姆
朗嘎拉姆（1999年4月30日—），本名琪莎·威社恭，原名瓦娜莎雅·威社恭。泰國女歌手，起初在泰國演唱鄧麗君歌曲，2015年在中國電視選秀節目《中國好聲音》第四季演唱鄧麗君的《千言万语》一举在中国以及在海外的华人圈中成名。

## 生平
1999年4月30日，朗嘎拉姆在泰國甘烹碧府戈沙披那空县西瓜河村出生，她在家中排名第一，與弟弟和外婆同住。七歲時，父母從香港旅遊帶回了歌手鄧麗君的專輯，她自稱聽了兩三遍就會唱，並說「感覺就是自己的歌」，但她當時並不會任何一種漢語。7歲時便開始在泰國演出，13歲時首次在泰國的電視節目亮相，15歲時赴中國北京中國音樂學院附中就讀，並以「鄧麗英」作為藝名，開始在北京台灣街的鄧麗君主題餐廳演唱。她亦是童星林妙可的同學。
2015年，朗嘎拉姆參加《中國好聲音》第四季，在首次盲選演唱鄧麗君的《千言萬語》，但不獲四位導師選中加入其戰隊，但獲得導師的高度評價，亦因此在網絡上為人熟悉，稱她為「小鄧麗君」，以至說她是鄧麗君的轉世。其後獲邀參加復活賽，以同為鄧麗君原唱的歌曲《獨上西樓》參賽，被導師那英選中，加入那英戰隊，並成為那英戰隊四強選手之一。比賽後曾接受台灣東森新聞採訪，表示來台灣演唱是她的終極目標，並表示最想唱的是鄧麗君的《梅花》。

## 《中國好聲音》比賽歷程
| 期数   | 首播日期      | 比赛主题           | 演唱歌曲                                                            | 结果              | 备注                           |
| ------ | ------------- | ------------------ | ------------------------------------------------------------------- | ----------------- | ------------------------------ |
| 第1期  | 2015年7月17日 | 好声音盲选第1期    | 《千言萬語》                                                        | 不獲選中          | 不獲導師選中加入戰隊           |
| 第5期  | 2015年8月16日 | 好声音盲选第5期    | 《獨上西樓》                                                        | 加入那英戰隊      | 只有那英選中，最終加入那英戰隊 |
| 第7期  | 2015年8月28日 | 那英組內考核擂台賽 | - 第一阶段：朗嘎拉姆PK凌菱《紅豆》，胜出 - 第二阶段：《愛人》，胜出 | 最终晋级那英组4强 | 那英组第四名                   |
| 第10期 | 2015年9月18日 | 混战赛第一周       | - 朗嘎拉姆《一剪梅》PK陈梓童《可爱女人》，以13:38的比分落敗         | 被淘汰            |                                |

## 國內海外演唱

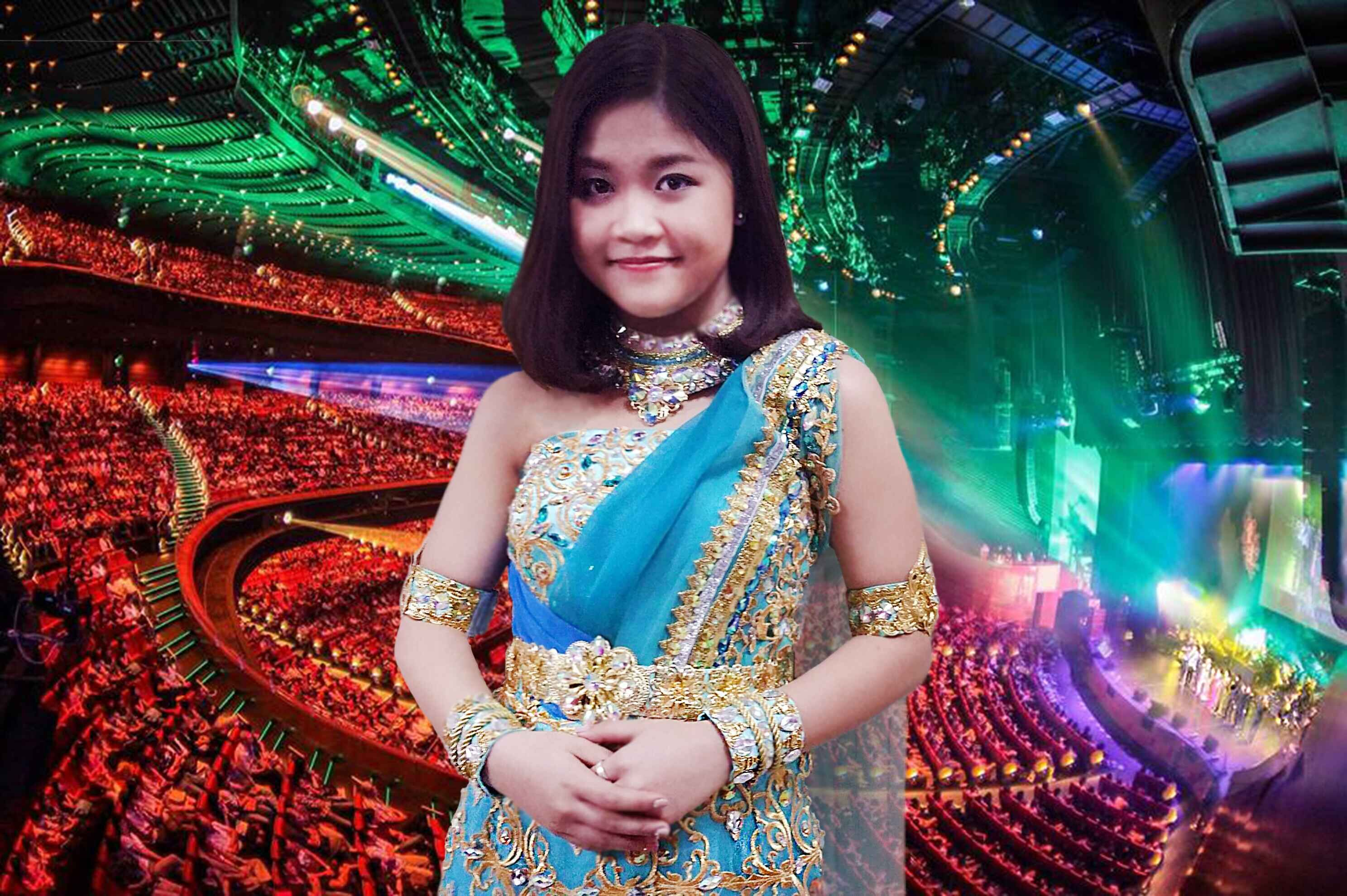
参与演出《东方之爱》的朗嘎拉姆，一袭青绿色泰装。

### 2015年
- 11月8日，代表泰國參加中國泉州舉辦第十四屆亞洲藝術節開幕演出。
- 12月5日，赴香港紅勘體育館參加“中國好聲音”香港演唱會。
- 12月14日，由中國東方歌舞團演出、中國東方演藝集團出品的大型環球情景秀《東方之愛》的演出。

### 2016年
- 2016年以來，在詩歌之王節目中，朗嘎拉姆與她的老師、作詞劉明杰以及作曲劉卓、藝軒，原創、原唱了數首動聽的舊體詩歌曲：《訴衷腸·詠李清照》《一度旋鄉里》《永遇樂·身心同返》《浪淘沙·弘揚古詩詞》。
- 1月30日，泰國中央中文電視台春晚節目。
- 2月6日，泰國粉絲見面會。
- 2月14日，加拿大溫哥華"福滿溫城"演唱會。
- 2月22日，潮汕區迎春文化節元宵晚會。
- 2月26日，朗嘎拉姆首隻原創單曲《愛善緣 （页面存档备份，存于）》發行。
- 3月18日，香港亞洲流行音樂節。
- 6月25日，遼寧營口  德爾地板  王者歸來 禮遇遼寧演唱會。
- 8月9日，相約七夕唱響經典  保定公益演唱會。
- 9月24日，朗嘎拉姆 亚洲 • 新加坡站個人演唱会。
- 2016年鄧麗君3D虛擬人演唱會。（7月23日上海 9月28日武漢 10月8日深圳 12月3日廈門）
- 11月25-26日，在上海大寧劇院演出舞台劇《誰沒年輕過之麥田守望者》飾演菲比。

### 2017年
- 5月1日，香港伊利沙伯體育館 朗嘎拉姆《我只在乎你》個人演唱會,全球首張EP 《朗嘎拉姆. 星願》 由環星音樂國際有限公司發行。
- 8月11日，在香港會展中心舉行"朗嘎拉姆我只在乎你演唱會"CD及DVD簽唱會《朗嘎拉姆 我只在乎你演唱會 (2CD)》,《朗嘎拉姆 我只在乎你演唱會 Karaoke (DVD)》由環星音樂國際有限公司發行。
- 9月24日，朗嘎拉姆《我只在乎你》新西兰奥克蘭站個人演唱會。
- 10月7日，朗嘎拉姆《我只在乎你》新加坡站個人演唱會。

### 2018年
- 2月23-24日，朗嘎拉姆《何日君再來》演唱會 香港伊利沙伯體育館表演場。
- 10月26-27日，《名曲 滿天星 靚歌靚聲靚唱會2018》 香港伊利沙伯體育館表演場。

### 2019年
- 4月17日，2019原創全新派台歌曲《朗嘎拉姆 - 承諾 (Official Lyric Video) [2019全新派台歌曲]》向鄧麗君致敬。
- 5月25日，朗嘎拉姆《我和你2019》演唱會 香港大會堂禮堂舉行。
- 6月6日，朗嘎拉姆《我和你2019》演唱會 香港沙田大會堂禮堂舉行。
- 7月10日，全球首張單曲CD和發布首的官方音樂視頻《承諾》由環星音樂國際有限公司發行。
- 11月28日，美國加州林肯市發達谷大賭場Pano Hall 舉行在美國首次個人演唱會。
- 11月30日，美國内華達州拉斯维加斯的Tropicana賭場和女歌手雷安娜合作《靚聲感恩》演唱會

### 2020年
- 3月9日發佈原创公益歌曲《生命的逆行者》，由戴安帅作词作曲，专为那些奉献在“疫”线最前沿的勇士们而作的～

林妙可、朗嘎拉姆、吴钰楠、王嘉殷、叶霁雯、王一硕共同来演唱这部作品。大家身在不同的国家和地区 虽来自四面八方，但是为了共同的目标，克服重重困难一起进行完这次的云演唱录制。我们希望通过音乐的力量，向疫情期间这些平凡的英雄们致敬！
- 3月28日《เพลง ดอกไม้ให้คุณ (为世界献花) （页面存档备份，存于）》MV發佈。

演唱：Focus Kittikhun x 朗嘎拉姆
泰作词：Surachai Chantimathorn
中作词（新）：朗嘎拉姆
- 10月20日中國電影《喜寶》原聲插曲《長歡樂》正式發佈，歌曲由造夢嘉/嘉尤音樂發行，朗嘎拉姆演唱。影片導演王丹陽作詞，金牌製作人鮑比達作曲，再一次的強強聯合成就了這首金曲《長歡樂》。 這次的《長歡樂》走歡快輕盈的風格，彷彿是身處熱戀中的女生在開心唱出戀愛中的詩情畫意。

### 2022年
- 2022年1月13日TR CHEN 陳浩廷攜手朗嘎拉姆推出2022年度賀歲金曲《春知曉 Joyous Spring》

- 2022年9月16日朗嘎拉姆再次和戴安師合作，發佈新歌《愛階》作曲/编曲/作詞：戴安師 主唱：朗嘎拉姆

### 2023年
- 2023年1月10日發佈《只有愛的世界》為泰國紅十字會慈善捐血活動，而全新創作歌曲。以中國樂器演奏，為2023年的農曆“傳遞祝福”。

## 香港派台歌曲成績
| 上榜最高位置 | 上榜最高位置 | 上榜最高位置 | 上榜最高位置 | 上榜最高位置 | 上榜最高位置 | 上榜最高位置 |
| ------------ | ------------ | ------------ | ------------ | ------------ | ------------ | ------------ |
| 唱片         | 歌曲         | 903          | RTHK         | 997          | TVB          | 備註         |
| 2019年       |              |              |              |              |              |              |
|              | 承諾         | -            | -            | 15           | ×            |              |

| 903 | RTHK | 997 | TVB | 備註              |
| 0   | 0    | 0   | 0   | 四台冠軍歌總數：0 |

- （*）上榜中
- （×）代表歌曲沒有派上該平台

## 評價
在朗嘎拉姆參加《中國好聲音》之後，外界對其的評價褒貶不一。台灣東森新聞雲的評論表示，雖然朗嘎拉姆到了中國之後才開始學漢語普通話，但她不論發音和說話的方式，都與鄧麗君十分相似。而且朗嘎拉姆唱歌時，聽不出有泰國的口音。光明網的評論指出，朗嘎拉姆無論在歌聲上還是在神態上，都可媲美鄧麗君的歌聲，甚至被人懷疑這些並不能單靠模仿造成。香港《蘋果日報》專欄作家沈西城表示，鄧麗君转世成朗嘎拉姆。但是朗嘎拉姆親口闢謠轉世這一説法。大陸的網友對朗嘎拉姆也有一些負面評價，据中国大陆的网络媒体新浪娛樂的一篇文章報道，有網友認爲朗嘎拉姆只是刻意模仿鄧麗君，炒作自己。還有網友認為她為了讓自己晉級，刻意表現出善良的樣子，說出對手凌菱不想公開的隱私疾病，被指心機重。亦有鄧麗君的歌迷指責朗嘎拉姆炒作，認為鄧麗君只有一個，地位非他人所能取代。

## 外部連結
- （页面存档备份，存于） 朗嘎拉姆微博
- （页面存档备份，存于） 朗嘎拉姆YouTube频道
- 朗嘎拉姆的Facebook專頁
- （页面存档备份，存于） Chiisa Viseskul Facebook
- （页面存档备份，存于） 朗嘎拉姆Twitter